# ملك البترول (فلم)
ملك البترول فلم مصري إنتاج سنة 1962 بطولة إسماعيل ياسين وزهرة العلا وخيرية أحمد، واستيفان روستي، من تأليف : أبو السعود الإبياري.
تدور أحداث الفيلم حول دكتور بيطري يقرر الذهاب إلى الريف ليمارس عمله ويستقر هناك في الريف ويتقدم الدكتور لخطبة بنت أحد أثرياء القرية ولكن والد الفتاة يوافق على الخطبة ولكن بشرط هو أن يتنازل الدكتور عن قطعة الأرض الذي يمتلكها لأن والد الفتاة كان يعتقد أن هذه الأرض ى يوجد بهابترول